# Paranerita lophosticta
Paranerita lophosticta là một loài bướm đêm thuộc phân họ Arctiinae, họ Erebidae.